# Rwanda nziza

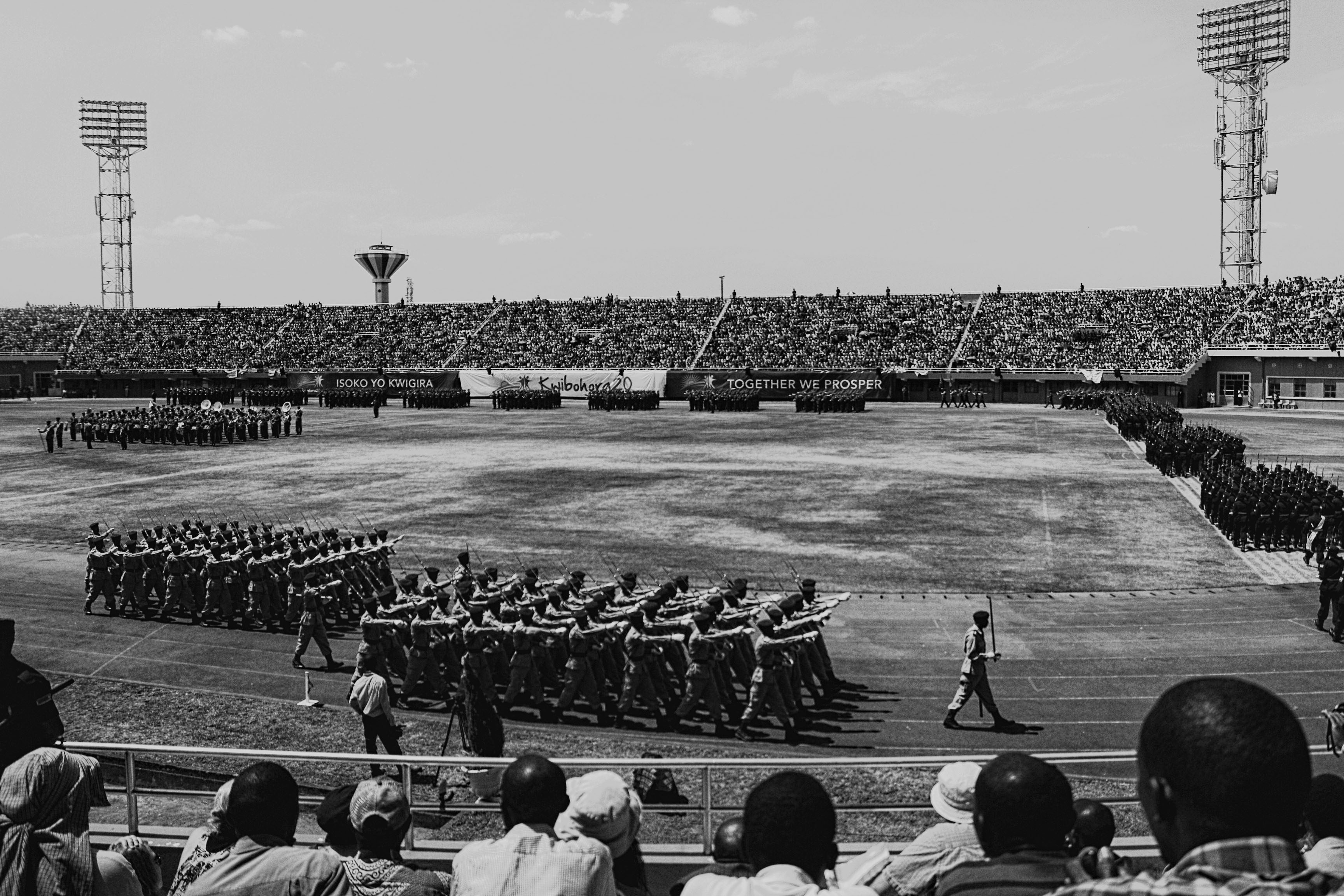
Militaire parade door de Rwandese defensietroepen in het Amahoro stadion, welke "Rwandese Nziza" uitvoeren

"Rwanda Nziza" (Kinyarwanda: 'Schoon Rwanda') is het volkslied van Rwanda sinds 1 januari 2002. Het verving toen het Rwanda Rwacu wat sinds 1962 het volkslied was. De tekst is van Faustin Murigo terwijl de muziek gecomponeerd is door de dirigent van de militaire kapel Jean-Bosco Hashakaimana.

## Tekst
| Kinyarwanda origineel Rwanda nziza Gihugu cyacu Wuje imisozi, ibiyaga n’ibirunga Ngobyi iduhetse gahorane ishya. Reka tukurate tukuvuge ibigwi Wowe utubumbiye hamwe twese Abanyarwanda uko watubyaye Berwa, sugira, singizwa iteka. Horana Imana murage mwiza Ibyo tugukesha ntibishyikirwa Umuco dusangiye uraturanga Ururimi rwacu rukaduhuza Ubwenge, umutima, amaboko yacu Nibigukungahaze bikwiye Uhore utera imbere ubutitsa. Abakurambere b’intwari Bitanze batizigama Baraguhanga uvamo ubukombe Utsinda ubukoroni na mpatsibihugu Byayogoje Afurika yose None uganje mu bwigenge Tubukomeyeho ubuziraherezo. Komeza imihigo Rwanda dukunda Duhagurukiye kukwitangira Ngo amahoro asabe mu bagutuye Wishyire wizane muri byose Urangwe n’ishyaka utere imbere Uhamye umubano n’amahanga yose Maze ijabo ryawe riguhe ijambo. | Nederlandse vertaling - | Engelse vertaling Rwanda, our beautiful and dear country Adorned of hills, lakes and volcanoes Motherland, would be always filled of happiness Us all your children: Rwandans Abanyarwanda Let us sing your glare and proclaim your high facts You, maternal bosom of us all Would be admired forever, prosperous and cover of praises. Invaluable heritage, that God protects to you You filled us priceless goods Our common culture identifies us Our single language unifies us That our intelligence, our conscience and our forces Fill you with varied riches For an unceasingly renewed development. Our valorous ancestors Gave themselves bodies and souls As far as making you a big nation You overcame the colonial-imperialistic yoke That has devastated Africa entirely And has your joy of your sovereign independence Acquired that constantly we will defend. Maintain this cape, beloved Rwanda, Standing, we commit for you So that peace reigns countrywide That you are free of all hindrance That your determination hires progress That you have excellent relations with all countries And that finally your pride is worth your esteem. |